# 마브로보로스투샤시

마브로보 로스투샤 시의 위치

마브로보 로스투샤 시(마케도니아어: Општина Маврово и Ростушe)는 마케도니아 공화국 서부에 위치한 지방 자치체로 행정 중심지는 로스투샤이며 면적은 663.19km2, 인구는 8,618명(2002년 기준)이다. 북쪽으로는 고스티바르 시, 동쪽으로는 키체보 시, 남쪽으로는 데바르 시와 접하며 서쪽으로는 알바니아와 국경을 접한다.